# Дмитренки (Новосанжарский район)
Дмитренки (укр. Дмитренки) — село,
Полузорский сельский совет,
Новосанжарский район,
Полтавская область,
Украина.
Код КОАТУУ — 5323484606. Население по переписи 2001 года составляло 374 человека.

## Географическое положение
Село Дмитренки находится на левом берегу реки Полузерка,
выше по течению на расстоянии в 1,5 км расположено село Белокони,
ниже по течению на расстоянии в 0,5 км расположено село Бридуны,
на противоположном берегу — сёла Грекопавловка и Гергели.
Примыкает к селу Полузорье.
Река в этом месте извилистая, образует лиманы, старицы и заболоченные озёра.

## История
- 1554 — дата основания[2].